# Saison 2010-2011 du Valenciennes FC
Maillots
Chronologie
Saison précédente Saison suivante
La saison 2010-2011 du Valenciennes FC, qui débute le samedi 7 août 2010 et se termine le dimanche 29 mai 2011, est la cinquième saison consécutive du club en Ligue 1. Durant cette saison le club participe à la Coupe de France ainsi qu'à la Coupe de la Ligue, les deux coupes nationales.

## Transferts

### Mercato d'été
| Type de transfert | Nom                  | Contrat        | Provenance / Destination                   |
| Arrivées          | Mathieu Dossevi      | Transfert      | Le Mans FC (Ligue 2)                       |
| Arrivées          | Mamadou Samassa      | Transfert      | Olympique de Marseille (Ligue 1)           |
| Arrivées          | Guillaume Loriot     | Fin de contrat | Le Mans FC (Ligue 2)                       |
| Arrivées          | Vincent Aboubakar    | Transfert      | Cotonsport Garoua (MTN Elite One)          |
| Arrivées          | Christopher Mfuyi    | Transfert      | Servette Genève (Championnat de Suisse D2) |
| Arrivées          | Nicolas Pallois      | Transfert      | US Quevilly (CFA)                          |
| Départs           | Siaka Tiéné          | Transfert      | Paris SG (ligue 1)                         |
| Départs           | Fahid Ben Khalfallah | Transfert      | Bordeaux (Ligue 1)                         |
| Départs           | Johan Audel          | Transfert      | Stuttgart (Bundesliga)                     |
| Départs           | Mody Traoré          | Prêt           | Le Havre (Ligue 2)                         |
| Départs           | Jacques Abardonado   | Fin de contrat | Grenoble (Ligue 2)                         |
| Départs           | Filip Sebo           | Fin de contrat | Slovan Bratislava ( Slovaquie)             |

### Mercato d'hiver
| Type de transfert | Nom                  | Contrat        | Provenance / Destination |
| Arrivées          | Steeven Langil       | Prêt           | AJ Auxerre (Ligue 1)     |
| Départs           | Amara Karba Bangoura | Fin de contrat | Vannes OC (Ligue 2)      |
| Départs           | Dianbobo Baldé       | Fin de contrat | Arles-Avignon (Ligue 1)  |

## Rencontres
|            | Compétition       | Date         | Équipe hôte              | Score      | Équipe visiteuse         | Class      | Buteurs valenciennois       | Passeurs valenciennois    |
| Année 2010 | Année 2010        | Année 2010   | Année 2010               | Année 2010 | Année 2010               | Année 2010 | Année 2010                  | Année 2010                |
| ---------- | ----------------- | ------------ | ------------------------ | ---------- | ------------------------ | ---------- | --------------------------- | ------------------------- |
| 1          | Ligue 1           | 7 août       | OGC Nice                 | 0 - 0      | Valenciennes FC          | 14e        |                             |                           |
| 2          | Ligue 1           | 14 août      | Valenciennes FC          | 3 - 2      | Olympique de Marseille   | 5e         | Danic, Pujol (2)            | Ducourtioux, Cohade, Bong |
| 3          | Ligue 1           | 21 août      | AJ Auxerre               | 1 - 1      | Valenciennes FC          | 4e         | Danic                       |                           |
| 4          | Ligue 1           | 28 août      | Valenciennes FC          | 0 - 1      | Montpellier HSC          | 9e         |                             |                           |
| 5          | Ligue 1           | 11 septembre | Olympique lyonnais       | 1 - 1      | Valenciennes FC          | 12e        | Bong                        | Mater                     |
| 6          | Ligue 1           | 18 septembre | Valenciennes FC          | 1 - 1      | RC Lens                  | 14e        | Samassa                     | Pujol                     |
| 1/16       | Coupe de la Ligue | 21 septembre | Nîmes Olympique          | 1 - 1, 4-5 | Valenciennes FC          |            | Cohade                      |                           |
| 7          | Ligue 1           | 26 septembre | Stade brestois 29        | 1 - 0      | Valenciennes FC          | 16e        |                             |                           |
| 8          | Ligue 1           | 2 octobre    | Valenciennes FC          | 2 - 1      | SM Caen                  | 12e        | Pujol, Samassa              | Ducourtioux, Mater        |
| 9          | Ligue 1           | 17 octobre   | FC Lorient               | 2 - 1      | Valenciennes FC          | 15e        | Danic                       |                           |
| 10         | Ligue 1           | 23 octobre   | AS Monaco FC             | 0 - 2      | Valenciennes FC          | 12e        | Pujol (2)                   | Cohade, Ducourtioux       |
| 1/8        | Coupe de la Ligue | 26 octobre   | Valenciennes FC          | 4 - 0      | US Boulogne CO           |            | Aboubakar (3), Bong         |                           |
| 11         | Ligue 1           | 31 octobre   | Valenciennes FC          | 1 - 1      | Lille OSC                | 12e        | Pujol                       |                           |
| 12         | Ligue 1           | 6 novembre   | FC Girondins de Bordeaux | 1 - 1      | Valenciennes FC          | 14e        | Ducourtioux                 | Danic                     |
| 1/4        | Coupe de la Ligue | 10 novembre  | Valenciennes FC          | 1 - 3      | Paris Saint-Germain      |            | Dossevi                     |                           |
| 14         | Ligue 1           | 20 novembre  | AS Nancy Lorraine        | 2 - 0      | Valenciennes FC          | 15e        |                             |                           |
| 15         | Ligue 1           | 27 novembre  | Valenciennes FC          | 3 - 0      | AC Arles-Avignon         | 14e        | Pujol, Sánchez, Danic       | Saez                      |
| 13         | Ligue 1           | 1er décembre | Valenciennes FC          | 1 - 1      | AS Saint-Étienne         | 13e        | Danic                       | Pujol                     |
| 16         | Ligue 1           | 4 décembre   | FC Sochaux-Montbéliard   | 2 - 1      | Valenciennes FC          | 15e        | Sánchez                     |                           |
| 17         | Ligue 1           | 11 décembre  | Valenciennes FC          | 1 - 2      | Paris Saint-Germain      | 16e        | Aboubakar                   | Nam                       |
| 18         | Ligue 1           | 18 décembre  | Stade rennais FC         | 1 - 0      | Valenciennes FC          | 16e        |                             |                           |
| 19         | Ligue 1           | 22 décembre  | Valenciennes FC          | 2 - 1      | Toulouse FC              | 16e        | Angoua, Danic               | Mater                     |
| Année 2011 |                   |              |                          |            |                          |            |                             |                           |
| 1/32       | Coupe de France   | 8 janvier    | Angers SCO               | 2 - 1      | Valenciennes FC          |            |                             |                           |
| 20         | Ligue 1           | 15 janvier   | Montpellier HSC          | 2 - 1      | Valenciennes FC          | 16e        | Dossevi                     | Samassa                   |
| 21         | Ligue 1           | 29 janvier   | Valenciennes FC          | 2 - 1      | Olympique lyonnais       | 13e        | Biševac, Pujol              | Sánchez                   |
| 22         | Ligue 1           | 5 février    | RC Lens                  | 1 - 1      | Valenciennes FC          | 13e        | Dossevi                     | Danic                     |
| 23         | Ligue 1           | 13 février   | Valenciennes FC          | 3 - 0      | Stade brestois 29        | 12e        | Ducourtioux, Biševac, Pujol | Danic (2), Nam            |
| 24         | Ligue 1           | 19 février   | SM Caen                  | 2 - 2      | Valenciennes FC          | 13e        | Pujol, Langil               | Danic, Ducourtioux        |
| 25         | Ligue 1           | 26 février   | Valenciennes FC          | 0 - 0      | FC Lorient               | 13e        |                             |                           |
| 26         | Ligue 1           | 5 mars       | Valenciennes FC          | 0 - 0      | AS Monaco FC             | 13e        |                             |                           |
| 27         | Ligue 1           | 13 mars      | Lille OSC                | 2 - 1      | Valenciennes FC          | 14e        | Pujol                       | Cohade                    |
| 28         | Ligue 1           | 19 mars      | Valenciennes FC          | 2 - 2      | FC Girondins de Bordeaux | 16e        | Danic (2)                   | Mater, Cohade             |
| 29         | Ligue 1           | 3 avril      | AS Saint-Étienne         | 1 - 1      | Valenciennes FC          | 16e        | Pujol                       | Cohade                    |
| 30         | Ligue 1           | 9 avril      | Valenciennes FC          | 1 - 1      | AS Nancy Lorraine        | 15e        | Pujol                       | Mater                     |
| 31         | Ligue 1           | 17 avril     | AC Arles-Avignon         | 0 - 1      | Valenciennes FC          | 13e        | Pujol                       |                           |
| 32         | Ligue 1           | 24 avril     | Valenciennes FC          | 1 - 1      | FC Sochaux-Montbéliard   | 12e        | Kadir                       | Cohade                    |
| 33         | Ligue 1           | 30 avril     | Paris Saint-Germain      | 3 - 1      | Valenciennes FC          | 13e        | Pujol                       | Bong                      |
| 34         | Ligue 1           | 8 mai        | Valenciennes FC          | 2 - 0      | Stade rennais FC         | 12e        | Kadir, Danic                | Cohade                    |
| 35         | Ligue 1           | 11 mai       | Toulouse FC              | 0 - 0      | Valenciennes FC          | 13e        |                             |                           |
| 36         | Ligue 1           | 15 mai       | Valenciennes FC          | 1 - 1      | AJ Auxerre               | 12e        | Kadir                       | Danic                     |
| 37         | Ligue 1           | 21 mai       | Olympique de Marseille   | 2 - 2      | Valenciennes FC          | 15e        | Kadir, Gomis                | Cohade, Ducourtioux       |
| 38         | Ligue 1           | 29 mai       | Valenciennes FC          | 2 - 1      | OGC Nice                 | 12e        | Pujol (2)                   | Danic                     |

Source : Le Site officiel du VAFC

## Ligue 1

### Détail des matches
Source : Classement officiel
mis à jour le 29 mai 2011
| Rang | Équipe                          | Pts | J  | G  | N  | P  | Bp | Bc | Diff |
| ---- | ------------------------------- | --- | -- | -- | -- | -- | -- | -- | ---- |
| 1    | Lille OSC (CF)                  | 76  | 38 | 21 | 13 | 4  | 68 | 36 | +32  |
| 2    | Olympique de Marseille (T) (CL) | 68  | 38 | 18 | 14 | 6  | 62 | 39 | +23  |
| 3    | Olympique lyonnais (V)          | 64  | 38 | 17 | 13 | 8  | 61 | 40 | +21  |
| 4    | Paris Saint-Germain             | 60  | 38 | 15 | 15 | 8  | 56 | 41 | +15  |
| 5    | FC Sochaux-Montbéliard          | 58  | 38 | 17 | 7  | 14 | 60 | 43 | +17  |
| 6    | Stade rennais FC                | 56  | 38 | 15 | 11 | 12 | 38 | 35 | +3   |
| 7    | FC Girondins de Bordeaux        | 51  | 38 | 12 | 15 | 11 | 43 | 42 | +1   |
| 8    | Toulouse FC                     | 50  | 38 | 14 | 8  | 16 | 38 | 36 | +2   |
| 9    | AJ Auxerre                      | 49  | 38 | 10 | 19 | 9  | 45 | 41 | +4   |
| 10   | AS Saint-Étienne                | 49  | 38 | 12 | 13 | 13 | 46 | 47 | -1   |
| 11   | FC Lorient                      | 49  | 38 | 12 | 13 | 13 | 46 | 48 | -2   |
| 12   | Valenciennes FC                 | 48  | 38 | 10 | 18 | 10 | 45 | 41 | +4   |
| 13   | AS Nancy Lorraine               | 48  | 38 | 13 | 9  | 16 | 43 | 48 | -5   |
| 14   | Montpellier HSC                 | 47  | 38 | 12 | 11 | 15 | 32 | 43 | -11  |
| 15   | SM Caen (P)                     | 46  | 38 | 11 | 13 | 14 | 46 | 51 | -5   |
| 16   | Stade brestois 29 (P)           | 46  | 38 | 11 | 13 | 14 | 36 | 43 | -7   |
| 17   | OGC Nice                        | 46  | 38 | 11 | 13 | 14 | 33 | 48 | -15  |
| 18   | AS Monaco FC                    | 44  | 38 | 9  | 17 | 12 | 36 | 40 | -4   |
| 19   | RC Lens                         | 35  | 38 | 7  | 14 | 17 | 35 | 58 | -23  |
| 20   | AC Arles-Avignon (P)            | 20  | 38 | 3  | 11 | 24 | 21 | 70 | -49  |

Qualifications européennes
Ligue des champions 2011-2012
- 1er et 2e : phase de groupes
- 3e : tour de barrages pour non-champions

Ligue Europa 2011-2012
- 4e et CF (ou 5e) : tour de barrages
- CL (ou 6e) : 3e tour de qualification

Relégation
- 18e, 19e et 20e : relégation en Ligue 2 2011-2012

Abréviations
(T) : Tenant du titre

(V) : Vice-Champions

(CF) : Vainqueur de la Coupe de France 2010-2011

(CL) : Vainqueur de la Coupe de la Ligue 2010-2011

(P) : Promus de Ligue 2 2009-2010

## Matchs amicaux

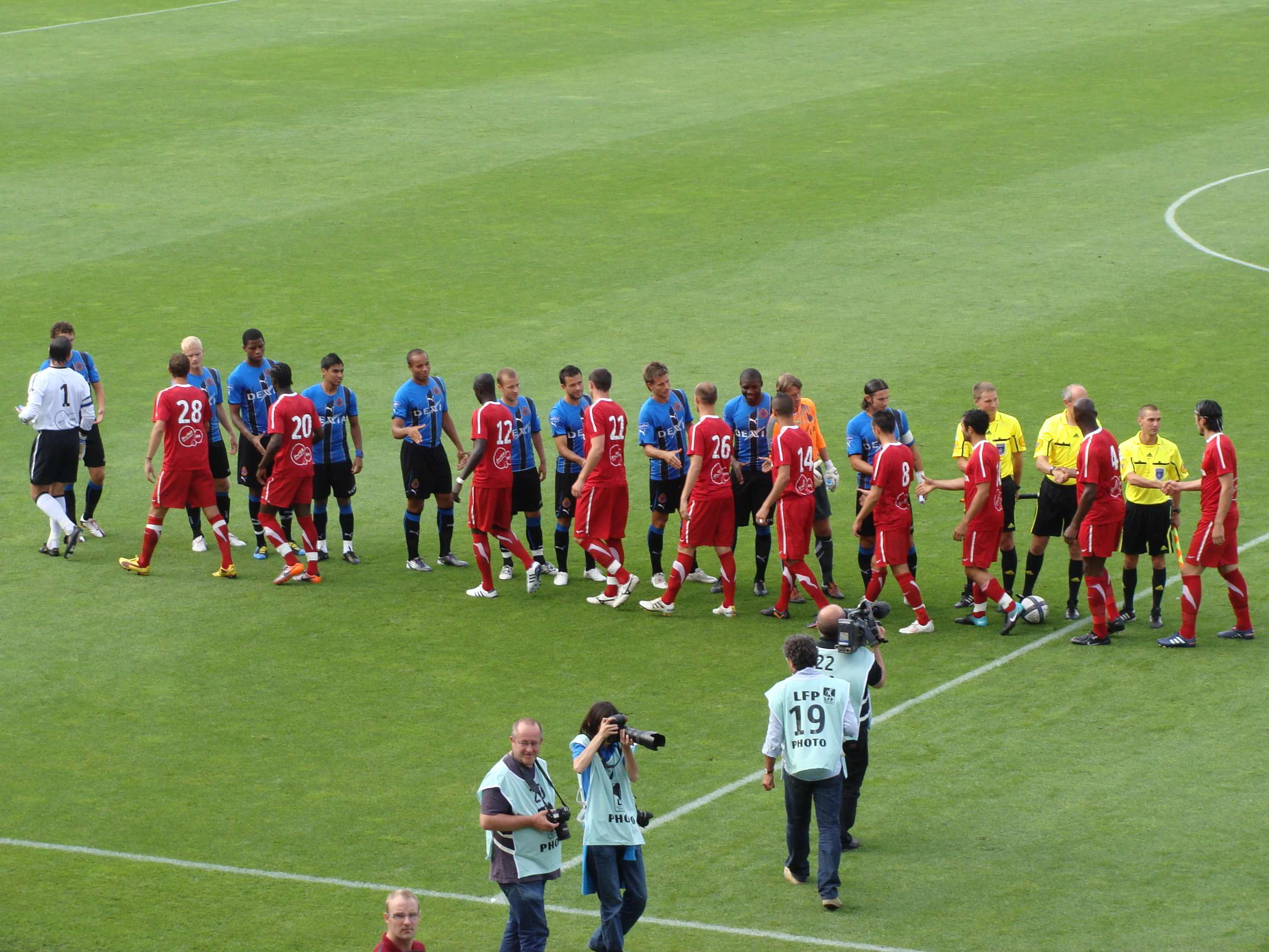
Match amical contre Bruges, 24/07/2010

## Statistiques

### Buteurs
| Joueur            | Total | Ligue 1 | Coupe de France | Coupe de la Ligue |
| ----------------- | ----- | ------- | --------------- | ----------------- |
| Grégory Pujol     | 17    | 17      |                 |                   |
| Gaël Danic        | 9     | 9       |                 |                   |
| Foued Kadir       | 4     | 4       |                 |                   |
| Vincent Aboubakar | 4     | 1       |                 | 3                 |
| Mathieu Dossevi   | 3     | 2       |                 | 1                 |
| David Ducourtioux | 2     | 2       |                 |                   |
| Mamadou Samassa   | 2     | 2       |                 |                   |
| Carlos Sánchez    | 2     | 2       |                 |                   |
| Milan Biševac     | 2     | 2       |                 |                   |
| Gaëtan Bong       | 2     | 1       |                 | 1                 |
| Steeven Langil    | 1     | 1       |                 |                   |
| Rémi Gomis        | 1     | 1       |                 |                   |
| Benjamin Angoua   | 1     | 1       |                 |                   |
| Renaud Cohade     | 1     |         |                 | 1                 |
| Total             | 51    | 45      |                 | 6                 |

### Passeurs
| Joueur            | Total | Ligue 1 | Coupe de France | Coupe de la Ligue |
| ----------------- | ----- | ------- | --------------- | ----------------- |
| Renaud Cohade     | 8     | 8       |                 |                   |
| Gaël Danic        | 7     | 7       |                 |                   |
| David Ducourtioux | 5     | 5       |                 |                   |
| Rudy Mater        | 5     | 5       |                 |                   |
| Nam Tae-hee       | 2     | 2       |                 |                   |
| Gaëtan Bong       | 2     | 2       |                 |                   |
| Grégory Pujol     | 2     | 2       |                 |                   |
| Mamadou Samassa   | 1     | 1       |                 |                   |
| José Saez         | 1     | 1       |                 |                   |
| Carlos Sánchez    | 1     | 1       |                 |                   |
| Total             | 34    | 34      |                 |                   |

### Cartons jaunes
| Joueur               | Total | Ligue 1 | Coupe de France | Coupe de la Ligue |
| -------------------- | ----- | ------- | --------------- | ----------------- |
| Rudy Mater           | 9     | 8       |                 | 1                 |
| Rémi Gomis           | 8     | 7       |                 | 1                 |
| Milan Biševac        | 7     | 7       |                 |                   |
| David Ducourtioux    | 6     | 6       |                 |                   |
| Gaël Danic           | 6     | 6       |                 |                   |
| Gaëtan Bong          | 6     | 5       | 1               |                   |
| Dianbobo Baldé       | 6     | 5       |                 | 1                 |
| Benjamin Angoua      | 5     | 5       |                 |                   |
| Carlos Sánchez       | 5     | 4       | 1               |                   |
| Renaud Cohade        | 3     | 3       |                 |                   |
| José Saez            | 3     | 3       |                 |                   |
| Mamadou Samassa      | 3     | 2       | 1               |                   |
| Mathieu Dossevi      | 3     | 2       |                 | 1                 |
| Grégory Pujol        | 2     | 2       |                 |                   |
| Nicolas Pallois      | 1     | 1       |                 |                   |
| Rafael Schmitz       | 1     | 1       |                 |                   |
| Fahid Ben Khalfallah | 1     | 1       |                 |                   |
| Nicolas Isimat-Mirin | 1     |         |                 | 1                 |
| Francis Massampu     | 1     |         |                 | 1                 |
| Guillaume Loriot     | 1     |         |                 | 1                 |
| Total                | 78    | 68      | 3               | 7                 |

### Cartons rouges
| Joueur            | Total | Ligue 1 | Coupe de France | Coupe de la Ligue |
| ----------------- | ----- | ------- | --------------- | ----------------- |
| Rudy Mater        | 1     | 1       |                 |                   |
| Milan Biševac     | 1     | 1       |                 |                   |
| Gaëtan Bong       | 1     |         | 1               |                   |
| Vincent Aboubakar | 1     |         | 1               |                   |
| Total             | 4     | 2       | 2               |                   |

### Statistiques diverses
Buts
- Premier but de la saison : Gaël Danic   48e contre Marseille lors de la 2e journée de Ligue 1
- Penaltys pour / penaltys contre : 1 / 3
- Premier doublé : Grégory Pujol  53e, 62 contre Marseille lors de la 2e journée de Ligue 1
- Premier triplé : Vincent Aboubakar  11e, 65e, 84 contre Boulogne lors du 1/8 de finale de la Coupe de la Ligue
- But le plus rapide d'une rencontre : Gaël Danic   4e contre Lorient lors de la 9e journée de Ligue 1
- But le plus tardif d'une rencontre : Renaud Cohade   90+5e contre Nîmes lors du 1/16 de finale de la Coupe de la Ligue
- Plus large victoire : Valenciennes FC 4 - 0 US Boulogne CO
- Plus grand nombre de buts dans une rencontre : 5 buts
  - Valenciennes FC 3 - 2 Olympique de Marseille
- Plus grand nombre de buts dans une période : 5 buts
  - 2e mi-temps du match Valenciennes FC 3 - 2 Olympique de Marseille

Discipline
- Premier carton jaune : Dianbobo Baldé  45e contre Nice lors de la 1re journée de Ligue 1
- Premier carton rouge : Gaëtan Bong    9e, 43e contre Angers lors du 1/32 de finale de la Coupe de France
- Plus grand nombre de cartons jaunes dans un match :
  - 5  67e, 71e, 80e, 101e, 104e contre Nîmes lors du 1/16 de finale de la Coupe de la Ligue
  - 5  24e, 42e, 43e, 77e, 82e contre Lens lors de la 22e journée de Ligue 1